# Aisumasen (I'm Sorry)
"Aisumasen (I'm Sorry)" är en sång av John Lennon, utgiven 1973 på albumet Mind Games. Låten spelades in efter att Lennon och Yoko Ono hade separerat och var starten på Lost Weekend[förklaring behövs]. Aisumasen är japanska och betyder "jag är ledsen".